# Herman Benjamins
Herman Daniël Benjamins (Paramaribo, 25 de febrero de 1850 - La Haya, 23 de enero de 1933) fue un inspector de educación de Surinam. 
Luego de completar su formación como matemático en Leiden, entre 1878 a 1910 fue inspector de educación responsable de la educación en Surinam. En ese papel se propagó la cultura neerlandesa a expensas de la de Surinam en Surinam. 
Después de su retiro junto con John Snelleman fue uno de los editores de la Enciclopedia de las Indias Occidentales Neerlandesas. 